# أبوسوم مدغل الذيل
أبوسوم مدغل الذيل (Glironia venusta)، هو نوع من الأبوسوم من أمريكا الجنوبية. يتواجد في بوليفيا والبرازيل والإكوادور وبيرو وكولومبيا.